# Élections municipales de 2001 à Lyon
Les élections municipales de 2001 à Lyon ont lieu pour renouveler les 73 conseillers municipaux et le maire de la ville.

## Contexte
Tête de liste et élu maire en 1995, Raymond Barre annonce rapidement qu'il ne se représentera pas lors des prochaines municipales. L'ancien Premier ministre obtient notamment de Jacques Chirac la réception du sommet du G7 en 1996,.
Les priorités de Raymond Barre étaient notamment de faire de Lyon une ville européenne, déclarant vouloir en faire « le cœur du Grand Sud-Est européen », et fit son souhait de limiter au maximum les augmentations d'impôts. Du fait de sa volonté de maîtriser le budget, il privilégia le tramway au projet de métro. En 1998, le Vieux Lyon fut inscrit au patrimoine mondial de l'humanité.
À partir de la rentrée 1998, la majorité se fragilise du fait du renoncement de Raymond Barre à se représenter pour un second mandat.
Ces élections municipales ont été le théâtre d'un duel à droite entre Michel Mercier (UDF, soutenu également par le RPR, le RPF et DL) et Charles Millon (DLC). La gauche, elle, était représentée par Gérard Collomb (PS, soutenu également par le PCF, le PRG, le MDC et les Verts), candidat systématique à la mairie depuis 1989. La gauche l'a finalement emporté, mettant fin à la municipalité de droite.

## Résultats globaux
|                          |                          |                                  | Premier tour 11 mars 2001 | Premier tour 11 mars 2001 | Second tour 18 mars 2001 | Second tour 18 mars 2001 |
| ------------------------ | ------------------------ | -------------------------------- | ------------------------- | ------------------------- | ------------------------ | ------------------------ |
| Inscrits                 | Inscrits                 | Inscrits                         | 218 140                   |                           | 218 140                  |                          |
| Abstentions              | Abstentions              | Abstentions                      | 83 793                    | 38,41 %                   | 75 047                   | 34,4 %                   |
| Votants                  | Votants                  | Votants                          | 134 347                   | 61,59 %                   | 143 093                  | 65,6 %                   |
|                          |                          |                                  |                           |                           |                          |                          |
| Bulletins enregistrés    | Bulletins enregistrés    | Bulletins enregistrés            | 134 347                   |                           | 143 093                  |                          |
| Bulletins blancs ou nuls | Bulletins blancs ou nuls | Bulletins blancs ou nuls         | 3 750                     | 2,79 %                    | 4 920                    | 3,44 %                   |
| Suffrages exprimés       | Suffrages exprimés       | Suffrages exprimés               | 130 597                   | 97,21 %                   | 138 173                  | 96,56 %                  |
|                          |                          |                                  |                           |                           |                          |                          |
|                          | Candidat                 | Parti                            | Suffrages                 | Pourcentage               | Suffrages                | Pourcentage              |
|                          | Gérard Collomb           | PS – Les Verts – PCF – PRG – MDC | 43 043                    | 32,96 %                   | 67 097                   | 48,56 %                  |
|                          | Michel Mercier           | UDF – RPR – DL — RPF             | 31 918                    | 24,44 %                   | 50 123                   | 36,28 %                  |
|                          | Charles Millon           | DLC                              | 30 168                    | 23,1 %                    | 19 364                   | 14,01 %                  |
|                          | De Gaulle                | FN                               | 9 063                     | 6,94 %                    | 1 589                    | 1,15 %                   |
|                          | Marylène Cahouet         | LCR                              | 5 119                     | 3,92 %                    |                          |                          |
|                          | Bernard Houot            | Sans étiquette                   | 4 284                     | 3,28 %                    |                          |                          |
|                          | Inconnu                  | LO                               | 2 421                     | 1,85 %                    |                          |                          |
|                          | Inconnu                  | DVD                              | 2 089                     | 1,6 %                     |                          |                          |
|                          | Inconnu                  | PT                               | 679                       | 0,52 %                    |                          |                          |
|                          | Le Gallou                | MNR                              | 601                       | 0,46 %                    |                          |                          |
|                          | Inconnu                  | Écologie                         | 566                       | 0,43 %                    |                          |                          |
|                          | Inconnu                  | UDF dissident                    | 353                       | 0,27 %                    |                          |                          |
|                          | Inconnu                  | DVG                              | 274                       | 0,21 %                    |                          |                          |
|                          | Autres candidats         | -                                | 19                        | 0,01 %                    |                          |                          |

## Résultats par arrondissement

### Premier tour

#### Premier arrondissement
Arrondissement ancré à gauche, le 1er ne posa aucun problème aux socialistes. Dès le premier tour, la gauche se distingue avec de très bons scores pour les listes Buna ainsi que pour les deux listes trotskistes qui, ensemble, avoisinent les 10 %. La droite, divisée (3 listes), ne parvient pas à s'affirmer et ceci n'annonce rien de bon pour le second tour. L'extrême-droite, elle, est d'emblée écartée avec un score particulièrement faible (4 %). Les listes sans-étiquettes ou divers-écologistes réalisent, à elles trois, un bon score, avoisinant les 11,60 %. L'abstention se sera montée à 37,71 % pour ce premier tour. Les listes Buna, Finas et Mosnier-Laï sont donc les seules à passer au second tour. C'est le Vert Gilles Buna qui est largement élu avec 63,14 % face à la "Milloniste" Estelle Mosnier (36,35 %).
|                                   | 1er Tour | 2e Tour |
| Liste Milbergue (LCR)             | 6,45 %   |         |
| Liste Couzon (LO)                 | 3,03 %   |         |
| Liste Buna (Verts-PS-PCF-PRG-MDC) | 35,70 %  | 63,14%  |
| Liste Moine (DVG)                 | 3,52 %   |         |
| Liste Cheynet (DVE)               | 7,20 %   |         |
| Liste Finas (UDF-RPR-DL-RPF)      | 14,78 %  |         |
| Liste Vasquez (Diss.UDF)          | 1,17 %   |         |
| Liste Mosnier-Laï (DLC)           | 19,45 %  | 36,35%  |
| Liste Delepoulle (FN)             | 4,34 %   |         |
| Liste Riboud (SE)                 | 0,27 %   |         |
| Liste Rossi (SE/Civisme à Lyon)   | 4,09 %   |         |

#### Deuxième arrondissement
Dans cet arrondissement conservateur, les droites font face à une gauche unie ne présentant qu'une seule liste dont le score demeure décevant (25,44 %). La droite et l'extrême droite emportent donc, dès le premier tour, près de 70 % des suffrages. Le maire sortant, Albéric de Lavernée, bien que soutenu par une coalition RPR-UDF-DL-RPF, est mis en difficulté par Denis Broliquier, soutenu par les millonistes, qu'il ne distance que de quelques points. Le second tour sera donc marqué par un duel à droite alors que la liste de la gauche plurielle ne jouera sans doute qu'un rôle de figurant. Lors de ce premier tour, l'abstention se monta à 35,82 %. Au second tour seront présentes les listes Broliquier, De Lavernée et Gelas. Tout comme au premier tour, les résultats du second sont extrêmement sérés : Denis Broliquilier (DLC) qui était distancé par la liste d'Union de la droite est élu avec 35 %, derrière lui c'est Albéric de Lavernée qui obtient 32,59 % et, juste, derrière la liste de la gauche plurielle qui obtient 32,40.  
|                                    | 1er Tour | 2e Tour |
| Liste Gelas (PS-PCF-PRG-MDC-Verts) | 25,44 %  | 32,40%  |
| Liste De Lavernée (UDF-RPR-DL-RPF) | 32,66 %  | 32,59%  |
| Liste Broliquier (DLC)             | 29,76 %  | 35,00%  |
| Liste Parlant (DVD)                | 0,94 %   |         |
| Liste Marion (FN)                  | 5,76 %   |         |
| Liste Lafond (SE/Civisme à Lyon)   | 5,45 %   |         |

#### Troisième arrondissement
Le troisième arrondissement était un des arrondissements clé de ces élections puisque particulièrement incertain. La droite y était réputée légèrement avantagée mais ses divisions allaient la handicaper. En effet, dès le premier tour, c'est la socialiste Martine Roure qui prend la tête de la course à la mairie de l'arrondissement. À droite, le duel Jean-Michel Dubernard-Charles Millon se solde par une quasi-égalité, les deux hommes obtenant tous deux 24,2 %. Le FN, lui, réalise là un de ses meilleurs scores dans la ville de Lyon avec ses 7,3 %. L'abstention, lors de ce premier tour, se monte à 36,76 %. Les listes Roure, Dubernard et Millon se dirigent donc vers le second tour.
|                                    | 1er Tour | 2e Tour |
| Liste Creus (LCR)                  | 4,86 %   |         |
| Liste Roure (PS-PCF-PRG-Verts-MDC) | 32,89 %  | 48,32%  |
| Liste Cairon (DVG)                 | 1,38 %   |         |
| Liste DVG (DVG)                    | 2,89 %   |         |
| Liste Dubernard (UDF-RPR-DL)       | 24,22 %  | 51,68%  |
| Liste Millon (DLC)                 | 24,15 %  |         |
| Liste Boury (FN)                   | 7,26 %   |         |
| Liste Houot (SE/Civisme à Lyon)    | 5,25 %   |         |

#### Quatrième arrondissement
Comme dans de nombreux autres arrondissements la liste de l'union de la gauche l'emporte sur une droite divisée. La liste indépendante « Civisme à Lyon » (qui réalise dans les autres arrondissements des scores entre 3 et 5,65 %) obtient ici son meilleur score avec 6,35 %. Les listes Muet, Caillet et Chandelon restent au second tour.
|                                   | 1er Tour | 2e Tour |
| Liste Moligni (LCR)               | 7,81 %   |         |
| Liste Muet (PS-PCF-PRG-Verts-MDC) | 32,72 %  | 51,87%  |
| Liste Caillet (UDF-RPR-DL)        | 26,50 %  | 48,13%  |
| Liste Chandelon (DLC)             | 19,77 %  |         |
| Liste Coquard (DVD)               | 1,51 %   |         |
| Liste Pourchet (FN)               | 5,33 %   |         |
| Liste Glaizes (SE/Civisme à Lyon) | 6,35 %   |         |

#### Cinquième arrondissement
La liste de la gauche plurielle arrive en tête alors que la droite réalise un bon score (49,4 %). Les listes Pesson, Mercier et Isaac-Sibille se maintiennent au second tour.
|                                         | 1er Tour | 2e Tour |
| Liste Frenillot (LCR)                   | 4,14 %   |         |
| Liste Crozet (LO)                       | 3,01 %   |         |
| Liste Pesson (PS-PCF-PRG-Verts-MDC)     | 31,65 %  | 50,73%  |
| Liste Mercier (UDF-RPR-DL)              | 23,76 %  |         |
| Liste Isaac-Sibille (DLC)               | 25,63 %  | 49,27%  |
| Liste Gerentet (FN)                     | 6,15 %   |         |
| Liste Bert-Gauthier (SE/Civisme à Lyon) | 5,65 %   |         |

#### Sixième arrondissement
Dans cet arrondissement la gauche est distancée dès le premier et la victoire se jouera entre la liste milloniste et celle de la droite traditionnelle. La tête de liste de la DLC n'est autre que la femme de Charles Millon, son président[réf. nécessaire]. Les listes Braillard, Nachury et Chevassus se maintiennent au second tour.
|                                        | 1er Tour | 2e Tour |
| Liste Braillard (PS-PCF-PRG-Verts-MDC) | 24,04 %  | 30,23%  |
| Liste Nachury (UDF-RPR-DL)             | 31,55 %  | 25,25%  |
| Liste Chevassus (DLC)                  | 33,99 %  | 44,52%  |
| Liste Gracien (FN)                     | 5,00 %   |         |
| Liste Marion (SE/Civisme à Lyon)       | 5,43 %   |         |

#### Septième arrondissement
Dans cet arrondissement comme dans le 3e, le 4e et le 5e la liste principale de gauche prend la première place grâce à la division de la droite. Le FN national y fait son troisième meilleur score à Lyon. Les listes présentes pour le second tour sont les listes Flaconnèche, Desbazeille et Fulchiron.
|                                          | 1er Tour | 2e Tour |
| Liste Floris (LCR)                       | 4,91 %   |         |
| Liste Pernin (LO)                        | 3,29 %   |         |
| Liste Flaconnèche (PS-PCF-PRG-Verts-MDC) | 33,35 %  | 51,36%  |
| Liste Picquier (DVG)                     | 0,99 %   |         |
| Liste Desbazeille (UDF-RPR-DL)           | 27,23 %  | 48,56%  |
| Liste Fulchiron (DLC)                    | 17,73 %  |         |
| Liste Boigeon (FN)                       | 7,55 %   |         |
| Liste Galissot (SE/Civisme à Lyon)       | 4,95 %   |         |

#### Huitième arrondissement
La liste d'union de la gauche domine allègrement les débats tandis que la concurrence est encore plus forte à droite puisque le FN obtient dans cet arrondissement les 10 % nécessaires pour aller au second tour. La présidente de la région Rhône-Alpes, Anne-Marie Comparini, arrive devant sa rivale de droite mais loin derrière Jean-Louis Tourraine. Les listes Touraine, Comparini, Bargoin et Chicard passent le premier tour.
|                                       | 1er Tour | 2e Tour |
| Liste Chomarat (LCR)                  | 3,28 %   |         |
| Liste Mestres (LO)                    | 4,30 %   |         |
| Liste Touraine (PS-PCF-PRG-Verts-MDC) | 37,67 %  | 54,21%  |
| Liste Gryson (DVG)                    | 1,16 %   |         |
| Liste Comparini (UDF-RPR-DL)          | 20,26 %  |         |
| Liste Bargoin (DLC)                   | 17,13 %  | 37,35%  |
| Liste Chicard (FN)                    | 10,35 %  | 8,43%   |
| Liste Derocles (MNR)                  | 2,39 %   |         |
| Liste Chinal (SE/Civisme à Lyon)      | 3,03 %   |         |

#### Neuvième arrondissement
Gérard Collomb domine largement la droite dans cet arrondissement populaire où le FN fait son deuxième meilleur score sans pour autant atteindre la barre des 10 %. Les listes qualifiés pour le second tour sont donc les listes Collomb, Magnin et Nardone.
|                                      | 1er Tour | 2e Tour |
| Liste Cahouet (LCR)                  | 4,41 %   |         |
| Liste Chambon (LO)                   | 3,72 %   |         |
| Liste Collomb (PS-PCF-PRG-Verts-MDC) | 44,70 %  | 60,20%  |
| Liste Magnin (UDF-RPR-DL)            | 15,16 %  |         |
| Liste Nardone (DLC)                  | 18,61 %  | 39,75%  |
| Liste Lussiaud (FN)                  | 8,69 %   |         |
| Liste Dugeley (MNR)                  | 1,63 %   |         |
| Liste Jacquand (SE/Civisme à Lyon)   | 3,07 %   |         |